# Dave Franco
Dave Franco (n. 12 iunie 1985, Palo Alto, California, SUA) este un actor american. El și-a început cariera cu roluri mici în filme precum Superbad și Charlie St. Cloud, înainte de a-și face debutul de performanță în 2012 amice comedia 21 Jump Street. El a jucat, de asemenea roluri în "Noaptea Groazei", Acum Mă Vezi, Acum Mă Vezi 2, Corpuri Calde, Vecinii, Nervoase și pe cel de-al nouălea sezon al serialului Scrubs. El este cel mai tânăr dintre cei trei frați Tom Franco și James Franco.

## Biografie
Franco s-a născut în Palo Alto, California, fiul lui Betsy Lou poet, autor și editor, și Douglas Eugene "Doug" Franco (1948-2011), care era un om de afaceri, cei doi s-au cunoscut ca studenți la Universitatea Stanford. Franco, tatăl lui a fost de origine portugheză (din Madeira) și suedeză. Franco, mama lui provine dintr-o familie de ruși evrei. Dave a declarat că este "mândru" de a fi evreu. Franco bunicii paterni, Marjorie (Peterson) Franco, este autorul seriei de cărti [[young adult]] cărți.Franco a crescut în California cu cei doi frați mai mari, Tom și James.
A studiat la Universitatea din California de Sud, și inițial și-a dorit sa fie chiar el un profesor, până când fratele său l-a îndrumat către o clasă de teatru, unde a început să învețe abilități actoricești.

## Cariera
În 2006, Franco și-a făcut debutul în actorie la serialul de televiziune 7th Heaven. De atunci, el a apărut în emisiuni de televiziune, cum ar fi „Do Not Disturb” și Tinerii Justițiari. Franco a avut, de asemenea, roluri notabile în filme, cum ar fi Superbad, Charlie St. Cloud, 21 Jump Street, Warm Bodies, The Shortcut și Now You See Me. În Mai 2008, el a fost ales în serialul de televiziune „Privileged”.  Franco a fost ales pentru un rol principal. Seria a avut premiera pe data de 9 septembrie 2008 la 3,1 milioane de telespectatori. Telespectatorii incepeau sa scadă in fiecare saptămână astfel al șaselea episod ajungând la 1.837 de milioane de telespectatori. [[The CW]] nu a reînnoi serie pentru un al doilea sezon din cauza ratingului scăzut.
În August 2009, Variety a anunțat că Franco a primit un rol stabil pentru cel de-al nouălea sezon al ABC serial serialul Scrubs. Franco a jucat rolul de student la medicină Cole Aaronson, a cărui familie a plătit o sumă mare de bani la Spitalul Sacred Heart, astfel încât el ar primi un loc de munca la acel spital. Franco a continuat să apară în toate treisprezece episoade de-al nouălea sezon și a primit laude din partea criticilor pentru interpretarea sa; cu toate acestea, al nouălea sezon al serialului a fost si ultimul.
În aprilie 2012, „Shalom Life” l-a clasat pe el și pe fratele său, James, pe numărul 2 pe lista sa de "50 cei mai talentați, inteligenți, amuzanți, și superbi bărbații evrei din lume". În Martie 2012, Franco a jucat în Columbia Pictures film de comedie.
În 2013, el a co-a jucat în zombie film romantic Corpuri Calde, ca Perry Kelvin. Filmul, o adaptare a romanului best-seller - Corpuri Calde, a urmat o poveste de dragoste între un zombie și un om în timpul unei apocalipse zombie. În același an, Franco a apărut alături de Jesse Eisenberg, Mélanie Laurent, Woody Harrelson, Mark Ruffalo, Morgan Freeman și Isla Fisher în ansamblul thriller film Acum Mă Vezi. Pentru a promova filmul, a fost intervievat pe Bob Râuri Show, cu sediul în Seattle. Râuri convins Franco pentru a arăta cardul de aruncat abilitățile el a învățat și Franco expert felii de jumătate de banană într-o altă jumătate cu hotelul lui carte.
Rolurile lui Franco din 2014 au inclus comedia Vecinii Seth Rogen și un rol în 22 Jump Street. În 2015, el a jucat împreună cu Vince Vaughn și Tom Wilkinson în comedia Unfinished Business.
În 2016, el și-a reluat rolurile în 2 Vecini: Sorority în Creștere, ca și Pete, și Acum Mă Vezi 2, ca Jack Wilder

## Viața personală
Franco s-a cunoscut cu actrița Alison Brie în 2012. În luna August 2015, cuplul s-a logodit. Pe 13 martie 2017, reprezentanții cuplului au confirmat că s-au căsătorit într-o ceremonie, care a fost privată.

## Filmografie

### Film
| Year | Title                             | Role                   | Notes                          |
| ---- | --------------------------------- | ---------------------- | ------------------------------ |
| 2006 | Frat Bros.                        | A.J.                   | Short                          |
| 2007 | Superbad                          | Greg the Soccer Player |                                |
| 2007 | After Sex                         | Sam                    |                                |
| 2008 | Milk                              | Telephone Tree #5      |                                |
| 2009 | Shortcut, TheThe Shortcut         | Mark                   |                                |
| 2009 | A Fuchsia Elephant                | Michael                | Short; also executive producer |
| 2010 | Greenberg                         | Rich                   |                                |
| 2010 | Charlie St. Cloud                 | Sully                  |                                |
| 2011 | Broken Tower, TheThe Broken Tower | Young Hart Crane       |                                |
| 2011 | Fright Night                      | Mark                   |                                |
| 2012 | Would You                         | Dave                   | Short; also writer             |
| 2012 | 21 Jump Street                    | Eric Molson            |                                |
| 2013 | Warm Bodies                       | Perry Kelvin           |                                |
| 2013 | Now You See Me                    | Jack Wilder            |                                |
| 2014 | The Lego Movie                    | Wally (voice)          |                                |
| 2014 | Neighbors                         | Pete Regazolli         |                                |
| 2014 | 22 Jump Street                    | Eric Molson            | Uncredited cameo               |
| 2015 | Unfinished Business               | Mike Pancake           |                                |
| 2016 | Neighbors 2: Sorority Rising      | Pete Regazolli         |                                |
| 2016 | Now You See Me 2                  | Jack Wilder            |                                |
| 2016 | Nerve                             | Ian                    |                                |
| 2017 | The Little Hours                  | Massetto               |                                |
| 2017 | The Disaster Artist               | Greg Sestero           |                                |
| 2017 | The Lego Ninjago Movie            | Lloyd (voice)          | Filming                        |
| 2017 | Zeroville                         | Montgomery Clift       | Completed                      |
| 2017 | 6 Balloons                        | Seth                   | In post-production             |

### Televiziune
| An        | Titlu           | Rolul                       | Note                                   |
| --------- | --------------- | --------------------------- | -------------------------------------- |
| 2006      | 7th Heaven      | Benjamin Bainsworth         | Episod: "Autostrada de la Celula"      |
| 2008      | Nu Deranjați    | Gus                         | 5 episoade                             |
| 2008      | Greacă          | Gonzo                       | 6 episoade                             |
| 2008-2009 | Privilegiat     | Zachary                     | 5 episoade                             |
| 2009-2010 | Scrubs          | Cole Aaronson               | 13 episoade                            |
| 2011-2012 | Young Justice   | Edward Nigma/Riddler (voce) | 2 episoade                             |
| 2015      | Alt Spațiu      | Chad Simpson                | 2 episoade                             |
| 2016      | BoJack Horseman | Alexi Brosepheno (voce)     | Episod: "Dragoste Și/Sau De Căsătorie" |
| 2016      | Ușor            | Jeff                        | 2 episoade                             |

### Jocuri Video
| An   | Titlu                    | Vocea rol             |
| ---- | ------------------------ | --------------------- |
| 2016 | Marvel Avengers Academia | Tony Stark / Iron Man |

### Web
| An   | Titlu                             | Rolul         | Note                                                |
| ---- | --------------------------------- | ------------- | --------------------------------------------------- |
| 2011 | Ești Atât de Fierbinte            | El însuși     | Funny or Die scurt; de asemenea, scriitor           |
| 2011 | Go F*ck Yourself                  | El însuși     | Funny or Die scurt; de asemenea, scriitor           |
| 2012 | Ești Atât de Fierbinte: Part Deux | El însuși     | Funny or Die scurt; de asemenea, scriitor           |
| 2013 | Fata Din Vis                      | El însuși     | Funny or Die scurt; de asemenea, scriitor, director |
| 2013 | Viața Reală H-Sau-S-E!            | El însuși     | Funny or Die scurt; de asemenea, scriitor           |
| 2013 | Chris & Daves Aventura Epica      | El însuși     | Funny or Die serie                                  |
| 2014 | Botezuri                          | El însuși     | Funny or Die scurt                                  |
| 2014 | Ești Atât de Fierbinte: Vol. 3    | Beatrix Kiddo | Funny or Die scurt                                  |
| 2015 | Madden: The Movie                 | Lama Johnson  | Madden NFL 16 promoționale scurt                    |